# Wodolotkowate
Hydroptilidae - wodolotkowate, rodzina owadów wodnych z rzędu chruścików (Trichoptera). Są to najmniejsze i najtrudniejsze do identyfikacji chruściki - osiągają rozmiary zaledwie 2-5 mm. W Polsce do tej pory zanotowano występowanie 23 gatunków z 8 rodzajów. Larwy budują przenośne domki zazwyczaj dopiero w ostatnim lub przedostatnim stadium larwalnym. Domki odznaczają się dużą różnorodnością: niektóre wykonane są z samej przędzy jedwabnej, inne z ziaren piasku, jeszcze inne z glonów nitkowatych. Ekologicznie są bardzo zróżnicowane, zasiedlają głównie rzeki i jeziora, nieliczne w źródłach i strumieniach. Zaliczane są do wysysaczy-glonopijców (funkcjonalne grupy troficzne).
Gatunki występujące w Polsce:
- Agraylea multipunctata
- Agraylea sexmaculata
- Orthotrichia angustella
- Orthotrichia costalis
- Tricholeiochioton fagesii
- Hydroptila angulata
- Hydroptila cornuta
- Hydroptila dampfi
- Hydroptila forcipata
- Hydroptila lotensis
- Hydroptila martini
- Hydroptila occulta
- Hydroptila pulchricornis
- Hydroptila simulans
- Hydroptila sparsa
- Hydroptila tineoides
- Hydroptila vectis
- Oxyethira distinctella
- Oxyethira flavicornis
- Oxyethira frici
- Oxyethira tristella
- Allotrichia pallicornis
- Ithytrichia lamellaris
- Ptilocolepus granulatus